# 그런 거 아냐
〈그런 거 아냐〉(ソンナコトナイヨ)는 일본의 여성 아이돌 그룹 히나타자카46의 노래. 2020년 2월 19일에 히나타자카46의 네 번째 싱글로 소니 레코드에서 발매되었다. 노래의 센터 포지션은 코사카 나오가 맡았다.

## 발매 배경
Blu-ray가 들어있는 Type-A · B · C, CD뿐인 통상판의 네 형태로 발매.

## 선발 멤버

### 그런 거 아냐
(센터: 코사카 나오)
- 3열 : 사사키 쿠미, 하마기시 히요리, 타카모토 아야카, 카미무라 히나노, 타카세 마나, 미야타 마나모, 사사키 미레이
- 2열 : 우시오 사리나, 와타나베 미호, 니부 아카리, 카와타 히나, 마츠다 코노카, 토미타 스즈카
- 1열 : 사이토 쿄코, 카네무라 미쿠, 코사카 나오, 히가시무라 메이, 카토 시호